# Demetrio II de India

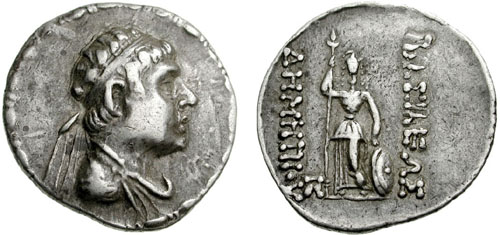
Moneda de Demetrio II

Demetrio II (griego: Δημήτριος Β΄) fue un rey indogriego que gobernó brevemente durante el siglo II a. C. Poco se sabe sobre él, y hay diferentes puntos de vista sobre cómo datarle. Autores más antiguos, como Tarn y Narain le ven como hijo y sub-rey de Demetrio I de Bactriana, pero esta opinión está ahora abandonada.
Osmund Bopearachchi ha sugerido que gobernó en Bactriana y Aracosia c. 175–170 a. C., pero esto ha sido cuestionado por autores posteriores. R. C. Sénior en cambio prefiere c. 175–140 BC, y esto es apoyado por L M Wilson, quien también se basa en pistas numismáticas y parecido de los retratos de Demetrio II para decir que era pariente de Eucratides el Grande. La datación más tardía se mantiene, con la circunstancia de que ninguna moneda de Demetrio II ha sido encontrado en las ruinas de Ai Khanoum, la cual fue presumiblemente destruida durante el reinado de Eucratides I.

## Monedas de Demetrio II
Demetrio II emitió únicamente monedas de plata, y mayoritariamente tetradracmas, otro rasgo en común con los últimos reyes bactrianos. El anverso muestra un retrato con diadema, con una Atenea de pie, sosteniendo una lanza en el reverso. A diferencia de la mayoría de sus contemporáneos, no tiene ningún epíteto. Demetrio II está representado como un hombre joven, aunque sus características difieren considerablemente entre las diferentes emisiones. Varias monedas están golpeadas y descentradas, lo que sugiere que Demetrio II utilizó un cierto número de cecas provisionales.